# Ossi, Sardinien
Ossi är en ort och kommun i provinsen Sassari i regionen Sardinien i Italien. Kommunen hade 5 762 invånare (2017).